# 그리스도 디 오리진
그리스도 디 오리진(THE SAVIOR)은 이스라엘에서 제작된 로버트 사보 감독의 2014년 드라마 영화이다. 유수프 아두-와다 등이 주연으로 출연하였다.

## 출연
- 유수프 아두-와다 - 루가 역
- 아이만 나하스 - 세례자 요한 역
- 시레디 자바린 - 예수 역
- 하난 힐로 - 예수의 어머니 마리아 역
- 나리만 알 쿠르네 - 막달라 여자 마리아 역
- 모하메드 바크리 - 헤로데 안티파스 역
- 마이사 압드 엘하디 - 살로메 역